# Гупан Нестор Миколайович
Гупан Нестор Миколайович (нар. 10 січня 1951 р., с. Милування (нині Тисменицького району Івано-Франківської області) — український педагог, головний науковий співробітник лабораторії суспільствознавчої освіти Інституту педагогіки НАПН України, доктор педагогічних наук (2001), професор (2003).

## Біографія
У 1977 році закінчив Ворошиловоградський державний педагогічний інститут імені Тараса Шевченка (нині Луганський національний університет імені Тараса Шевченка). Наступного року почав працювати викладачем у рідному вузі.
В 1987 році був обраний завідувачем кафедри історії України ВНЗ, а 1996—1998 рр. працював деканом історичного факультету.
З 1998 року працює у Києві:
- начальник кафедри українознавства Київського університету внутрішніх справ (1998—2001 рр.);
- начальник кафедри історії держави та права Київського інституту внутрішніх справ при Академії (2002—2004 рр.);
- перший проектор з навчальної та методичної роботи Навчально-наукового інституту підготовки кадрів громадської безпеки та психологічної служби при Університеті (2004—2006 рр.);
- професор кафедри історії держави та права (2006—2010 рр.);
- старший науковий співробітник лабораторії суспільствознавчої освіти Інституту педагогіки НАПН України

## Наукова діяльність
Н.Гупан досліджує проблеми розвитку історіографії вітчизняної історично-педагогічної науки.
Співавтор навчальних підручників «Історія України. Всесвітня історія ХХ століття» (2001), «Новітня історія України: 1914—1939. 10 кл.» (2003), «Історія України» (2004), «Історія України. 7 клас» (2015), «Історія України. 8 клас» (2016).

## Перелік публікацій
- Гупан, Нестор Миколайович Українська історіографія історії педагогіки / Нестор Миколайович Гупан. — Київ: А. П. Н., 2002. — 223 с. — ISBN 966-95673-2-7
- Гупан Н. М. Історія України [Текст]: Навч. посіб. для старшокласників і абітурієнтів / Н. М. Гупан, Г. О. Фрейман. — К.: А. С. К., 2004. — 286 с. — ISBN 966-319-043-4
- Гупан Нестор Миколайович Новітня історія України, 11 клас [Текст]: [підручник] / Н. М. Гупан, О. І. Пометун, Г. О. Фрейман. — К.: А. С. К., 2007. — 384 с. : іл. — ISBN 978-966-319-141-6
- Пометун Олена Іванівна Історія України [Текст]: підруч. для 11 кл. загальноосвіт. навч. закл. : рівень стандарту, акад. рівень / О. І. Пометун, Н. М. Гупан. — К.: Освіта, 2011. — 335 с.: іл. — ISBN 978-966-04-0825-8
- Гупан Нестор Миколайович Історія України [Текст] : 10 клас: підруч. (рівень стандарту, акад. рівень) / Н. М. Гупан, О. І. Пометун, Г. О. Фрейман. — К.: Світ Знань, 2011. — 287 с. : іл. — ISBN 978-966-8165-14-6
- Пометун Олена Іванівна Історія України [Текст]: підруч. для 11 кл. загальноосвіт. навч. закл.: рівень стандарту, акад. рівень / О. І. Пометун, Н. М. Гупан. — К.: Освіта, 2012. — 335 с.: іл., карти. — ISBN 978-966-04-0825-8
- Пометун Олена Іванівна Історія України [Текст]: підруч. для 11 кл. загальноосвіт. навч. закл.: рівень стандарту, акад. рівень / О.І Пометун, Н. М. Гупан. — Х. : Сиция, 2012. — 335 с.: іл., карти. — ISBN 978-966-2542-24-0
- Пометун Олена Іванівна Історія України. Підручник для 10 класу . [Текст]: підруч. для 10 кл. загальноосвіт. навч. закл. : рівень стандарту, акад. рівень / О. І. Пометун, Н. М. Гупан. — К. : Освіта, 2012. — 286 с. : іл. — ISBN 978-617-656-161-3
- Пометун Олена Іванівна Історія України [Текст]: підруч. для 11 кл. загальноосвіт. навч. закл. : рівень стандарту, акад. рівень / О. І. Пометун, Н. М. Гупан. — Харків: Сиция, 2013. — 335 с. : іл. — ISBN 978-966-2542-24-0
- Гупан Нестор Миколайович Історія України [Текст]: підруч. для 7 кл. загальноосвіт. навч. закл. / Н. М. Гупан, І. І. Смагін, О. І. Пометун. — Київ: Освіта, 2015. — 223 с. : іл. — ISBN 978-617-656-417-1
- Пометун, Олена Іванівна Історія України [Текст]: підруч. для 10 кл. загальноосвіт. навч. закладів: рівень стандарту, акад. рівень / О. І. Пометун, Н. М. Гупан. — Київ: Освіта, 2015. — 286 с. : іл. — ISBN 978-617-656-161-3